# Saint-Cyr-en-Pail
 Saint-Cyr-en-Pail  es una población y comuna francesa, en la región de Países del Loira, departamento de Mayenne, en el distrito de Mayenne y cantón de Pré-en-Pail.

## Demografía
| 554 | 486 | 437 | 435 | 463 | 441 |
| Para los censos de 1962 a 1999 la población legal corresponde a la población sin duplicidades (Fuente: INSEE [Consultar]) |     |     |     |     |     |